# 老人與槍
《老人與槍》（英語：The Old Man & the Gun）是一部於2018年上映的美國傳記犯罪電影，由大衛·羅利自編自導，劇情粗略改編自專欄作家大衛·格雷恩刊登在《紐約客》上的2003年同名短篇文章，該文章後來被收錄在格雷恩的2010年書籍《The Devil and Sherlock Holmes》。該片由勞勃·瑞福、凱西·艾佛列克、丹尼·葛洛佛、蒂卡·桑普特、湯姆·威茲與西西·史派克等人主演，劇情講述年老的銀行搶匪佛雷斯特·塔克（瑞福飾演）的故事。該片也是瑞福的演藝生涯的謝幕之作。
《老人與槍》2018年9月28日在北美院線上映，所獲評價以正面為主。

## 劇情
該片根據真人真事改編，講述前科累累的佛雷斯特·塔克（勞勃·瑞福飾演）在邁入老年時仍繼續搶銀行的故事。

## 角色
- 勞勃·瑞福飾演佛雷斯特·塔克（英语：Forrest Tucker (criminal)），曾犯過不少搶案的老人，如今繼續搶銀行[8]。
- 凱西·艾佛列克飾演約翰·亨特，追捕佛雷斯特的警察[8]。
- 丹尼·葛洛佛飾演泰迪·葛林[8]
- 蒂卡·桑普特飾演莫琳[8]
- 湯姆·威茲飾演華勒[8]
- 西西·史派克飾演珠兒，佛雷斯特的愛人[8]。
- 伊莉莎白·莫斯飾演[9][10]
- 小以賽亞·惠特洛克（英语：Isiah Whitlock, Jr.）飾演吉恩·丹特勒警探[9][10]
- 凯斯·卡拉定飾演考爾德[11]

## 製作
2010年，自身影業的安東尼·馬斯特莫羅買下了《老人與槍》的版權。此前，該片的版權由華納兄弟握有。該片改編自《紐約客》專欄作家大衛·格雷恩的同名短篇文章。2016年10月，據報導，勞勃·瑞福與凱西·艾佛列克將擔綱主演，而大衛·羅利則將自編自導該片。比爾·霍德曼（Bill Holderman）、馬斯特莫羅、道恩·奧斯托夫、瑞福、傑瑞米·史特克勒（Jeremy Steckler）與詹姆斯·D·史特恩將擔任該片的製片人。2017年3月，丹尼·葛洛佛、蒂卡·桑普特、湯姆·威茲、西西·史派克、伊莉莎白·莫斯與小以賽亞·惠特洛克簽約加入劇組。4月，據報導，凯斯·卡拉定將出演該片。《老人與槍》的主體攝影於4月3日在美國俄亥俄州開始。
2018年8月6日，瑞福宣布，該片將是息影之作，並表示，「我十分肯定地說，我的演出生涯到此為止了，因為我已經從21歲演到現在，我認為我演夠了」。不過對於未來是否會再出任導演，瑞福表示「再看看吧」。然而，2018年9月，瑞福在出席該片的首映會時表示自己很後悔宣布息影，並解釋道「如果我打算退休，我應該悄悄地離開，不應公開談論造成大家過度關注，我希望大家能聚焦在這部電影和我演出的角色」。

## 音樂
2017年5月中旬，據報導，該片的配樂將由曾與導演大衛·羅利合作過（2009年）、《險路謎情》（2013年）、《尋龍傳說》（2016年）及《鬼魅浮生》（2017年）的丹尼爾·哈特創作。

## 上映
2017年3月，福斯探照燈影業取得了該片的發行權。《老人與槍》將於2018年9月在多倫多國際影展上首映。該片原定於2018年10月5日在北美院線上映，但後來提早至2018年9月28日。該片的首支官方預告於2018年6月釋出。美國電影協會（MPAA）以片中有髒話為由將電影評為PG-13級，意味著片中含有部分家長可能認為不適合13歲以下觀眾觀看的內容，建議家長需特別注意。

## 反響

### 評價
《老人與槍》獲得了多數影評人的好評。爛蕃茄上收集的210篇專業影評文章中，有193篇給予該片「新鮮」的正面評價，「新鮮度」為92%，平均得分7.5分（滿分10分），而基於另一影評匯總網站Metacritic上的47篇評論文章，其中45篇予以好評，2篇褒貶不一，平均分為80（滿分100），綜合結果為「普遍良好的評價」 。

## 外部連結
- 互联网电影数据库（IMDb）上《老人與槍》的资料（英文）
- Metacritic上《老人與槍》的資料（英文）
- 爛番茄上《老人與槍》的資料（英文）
- Box Office Mojo上《老人與槍》的資料（英文）